# ボホナー空間
数学の分野におけるボホナー空間（ボホナーくうかん、英: Bochner space）とは、必ずしも実数の空間 R あるいは複素数の空間 C とは限らないバナッハ空間に値を取る関数への、Lp空間の概念の一般化である。
ボホナー空間 Lp(X) は、バナッハ空間 X に値を取るボホナー可測関数 f で、そのノルム ||f||X が通常の Lp 空間に属するようなもの全ての同値類からなる。したがって、X が複素数の集合であるなら、ボホナー空間は通常のルベーグ空間 Lp となる。
Lp 空間に関するほとんど全ての結果は、ボホナー空間についても同様に得られる。特に、ボホナー空間 Lp(X) は {\displaystyle 1\leq p\leq \infty } に対してバナッハ空間である。

## 背景
ボホナー空間は、ポーランド系アメリカ人数学者のサロモン・ボホナーの名にちなむ。

## 応用
ボホナー空間は、時間依存の偏微分方程式、例えば熱方程式の研究へのアプローチとしての関数解析学において、しばしば用いられる。温度 {\displaystyle g(t,x)} が時間および空間についてのスカラー関数であるとき、{\displaystyle (f(t))(x):=g(t,x)} と書くことで、f を時間についての関数とし、f(t) を空間についての関数とすることが、いくつかのボホナー空間においては可能となる。

## 定義
測度空間 (T, Σ, μ)、バナッハ空間 (X, || · ||X) および 1 ≤ p ≤ +∞ が与えられたとき、ボホナー空間 Lp(T; X) は、対応するノルムが有限であるような全ての可測関数 u : T → X の空間の（等号はほとんど至る所についてのものであるような）コルモゴロフ商として定義される。すなわち、そのような u に対しては
{\displaystyle \|u\|_{L^{p}(T;X)}:=\left(\int _{T}\|u(t)\|_{X}^{p}\,\mathrm {d} \mu (t)\right)^{1/p}<+\infty {\mbox{ for }}1\leq p<\infty ,}
{\displaystyle \|u\|_{L^{\infty }(T;X)}:=\mathrm {ess\,sup} _{t\in T}\|u(t)\|_{X}<+\infty }
が成立する。言い換えると、Lp 空間の研究においてよくあるように、Lp(T; X) は関数の同値類であって、そこでは二つの関数が等しいとは、T の μ-測度ゼロの部分集合を除いた至る所でそれらが等しいことを言う。そのような空間の研究においてよくあるように、それは（より技術的には正しい）同値類と言うよりは、Lp(T; X) の「関数」と言う記号の濫用がよく見受けられる。

## 偏微分方程式への応用
空間 T は偏微分方程式を解こうとしている時間区間で、μ は一次元ルベーグ測度であるようなことが頻繁にある。ここでのアイデアは、時間および空間の関数を、空間の関数の集まりと見なし、その集まりが時間についてパラメータ付けられるものとすることである。例えば、Rn 内の領域 Ω および時間区間 [0, T] 上の熱方程式の解としては、
{\displaystyle u\in L^{2}\left([0,T];H_{0}^{1}(\Omega )\right)}
および時間微分が
{\displaystyle {\frac {\partial u}{\partial t}}\in L^{2}\left([0,T];H^{-1}(\Omega )\right)}
であるようなものを探すであろう。ここで {\displaystyle H_{0}^{1}(\Omega )} は、一回弱微分可能でその一回弱微分が L²(Ω) に属し、Ω の境界上で（トレースの意味で）消失するような関数からなるソボレフヒルベルト空間を表す。あるいはそのような関数は、Ω にコンパクトな台を持つような滑らかな関数の極限でもある。{\displaystyle H^{-1}(\Omega )} は {\displaystyle H_{0}^{1}(\Omega )} の双対空間を表す。
（ボホナー空間を使うことで空間依存性は除かれるため、上記の時間 t についての偏微分は実際には全微分である。）